# اوه بان-سوک
اوه بان-سوک (انگلیسی: Oh Ban-suk؛ زادهٔ ۲۰ مهٔ ۱۹۸۸) بازیکن فوتبال اهل کره جنوبی است.
از باشگاه‌هایی که در آن بازی کرده‌است می‌توان به باشگاه فوتبال ججو یونایتد اشاره کرد.